# Accidentul feroviar de pe podul Storebæltsbroen
Pe 2 ianuarie 2019, pe podul Storebæltsbroen din Danemarca, un tren de pasageri s-a ciocnit cu o semiremorcă căzută dintr-un tren marfar. Accidentul s-a produs pe fondul unei furtuni, care a închis podul pentru traficul rutier, dar nu și pentru traficul feroviar. Opt pasageri au murit și alți 16 au fost răniți. Acesta a fost cel mai grav accident feroviar din Danemarca din 1988 încoace.